# Charles Joseph Eugène Ruch

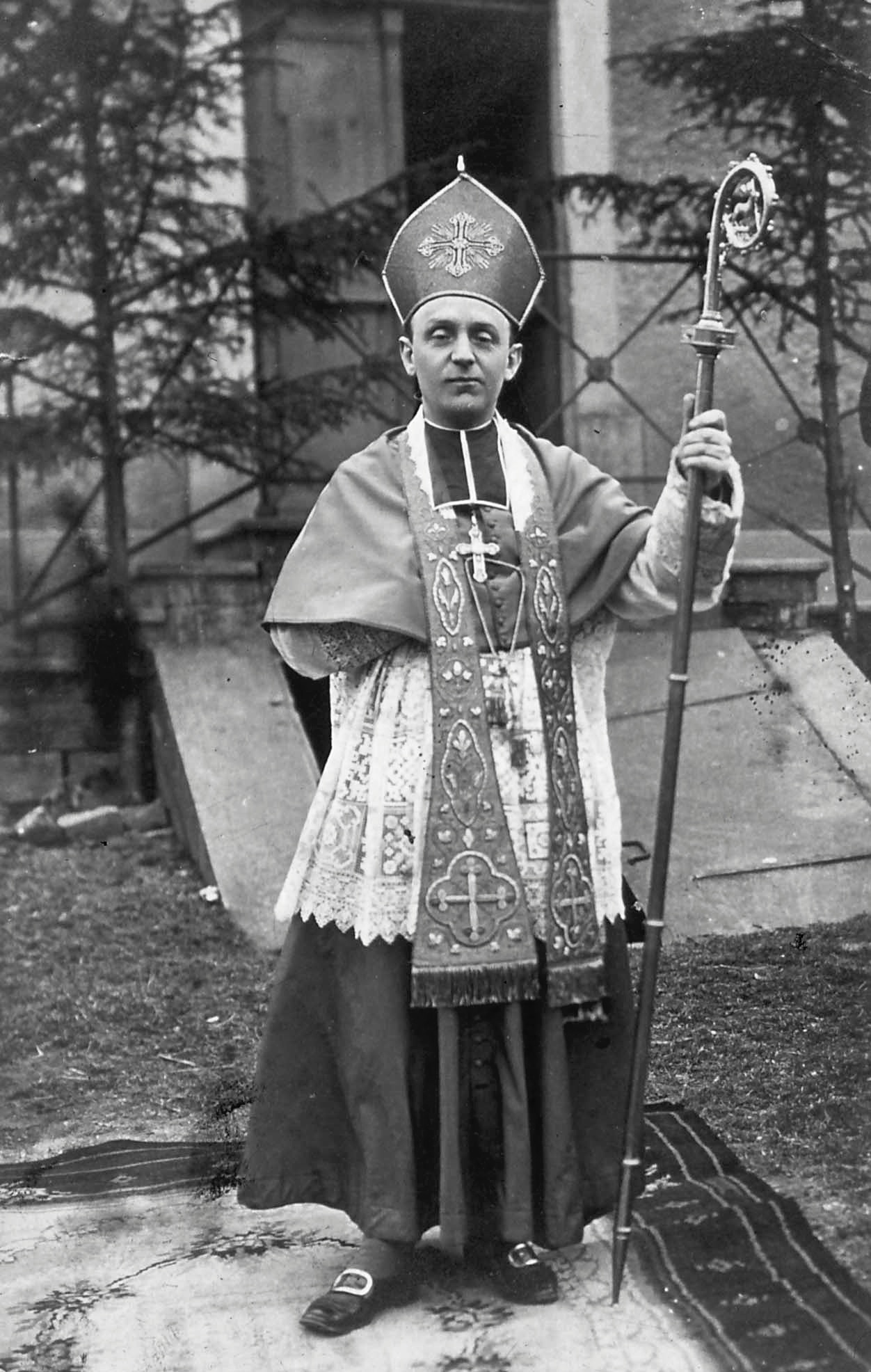
Charles Joseph Eugène Ruch als Koadjutor-Bischof von Nancy (1913)

Charles Joseph Eugène Ruch (* 24. September 1873 in Nancy; † 30. August 1945 in Straßburg) war Bischof von Nancy-Toul und danach von Straßburg.

## Biografie
Er wurde als Kind eines protestantischen Vaters und einer katholischen Mutter geboren. Seine Ausbildung erhielt er am Petit Séminaire von Pont-à-Mousson, am Priesterseminar von Nancy und am Institut catholique de Paris, wo 1898 seine theologische Doktorarbeit angenommen wurde.
Er unterrichtete zunächst Dogmatik am Priesterseminar von Nancy, bevor er ab 1907 als Pfarrvikar eingesetzt wurde. 1913 wurde er zum Weihbischof und Koadjutor von Nancy ernannt. Während des Ersten Weltkriegs war er Militärgeistlicher und lernte dabei den Premierminister Georges Clemenceau kennen.
Am 26. Oktober 1918 folgte er Bischof Charles-François Turinaz auf dem Stuhl des Bischofs von Nancy nach. Clemenceau beabsichtigte allerdings, ihn zum Nachfolger von Bischof Adolf Fritzen im Bistum Straßburg zu machen. Papst Benedikt XV. ließ sich mit der Bestätigung der Ernennung Zeit, zumal nach 1871 die Bischöfe in Elsaß-Lothringen hatten in ihren Ämtern verbleiben können. Schließlich akzeptierte er den Rücktritt von Bischof Fritzen und Charles Ruch wurde am 1. August 1919 zum Bischof von Straßburg ernannt. Der neue Bischof gedachte in seinem 1. Hirtenbrief vom 9. Oktober 1919 mit sehr herzlichen und anrührenden Worten seines kurz zuvor verstorbenen Vorgängers. Als geradezu heroische Tat erwähnt er dabei dessen freiwilligen Amtsverzicht, angesichts der neuen politischen Verhältnisse:

„In einem Alter, wo eine Lebensänderung schwerfällt, wo auch schon die Abnahme der Kräfte ihm nahelegte, auf seinem Posten als Bischof von Straßburg dem nahen Tod entgegenzusehen, trotz der Liebe mit der er Euch zugetan war, und obwohl es ihm hätte scheinen dürfen, daß während des Krieges genug Leiden über ihn gekommen wären, legte er unverzüglich sein Amt in die Hände des Hl. Vaters nieder, als er zu der Überzeugung gekommen war, daß das Wohl seiner Diözese diese Verzichtsleistung erforderte. Er tat es ohne Klage, jedoch gebrochenen Herzens, aus Liebe zu Eueren Seelen. Es war dies eine große Tat, sie konnte nur einem edlen, starkmütigen Herzen entspringen und findet ihre Erklärung nur in einer uneigennützigen Hingabe an die Kirche und das allgemeine Wohl.“

Obwohl Ruchs Familie aus dem Elsass stammte, konnte er kein Deutsch. Auch sonst war seine Position sehr schwierig, da er quasi an zwei Fronten kämpfte. So wandte er sich entschieden sowohl gegen die autonomistischen und pro-deutschen Bestrebungen bei einem großen Teil der Geistlichen und der einfachen Bürger als auch gegen den Laizismus der französischen Regierung. Trotz einer schwachen Gesundheit blieb er in seiner Arbeit unermüdlich und erreichte, dass sein Episkopat als ein „goldenes Zeitalter“ des Bistums betrachtet wird.
1933 wurde er zum Mitglied der Académie des sciences morales et politiques gewählt.
Bei der Besetzung des Elsass durch die Wehrmacht wurde er ins Exil gezwungen. Nach der Befreiung von Straßburg konnte er noch zurückkehren, starb aber bereits Ende August 1945, wenige Wochen nachdem sein Nachfolger Jean-Julien Weber als Adjutor eingesetzt worden war. Er wurde im Straßburger Münster beigesetzt, sein Herz aber in das Kloster auf dem Odilienberg verbracht.

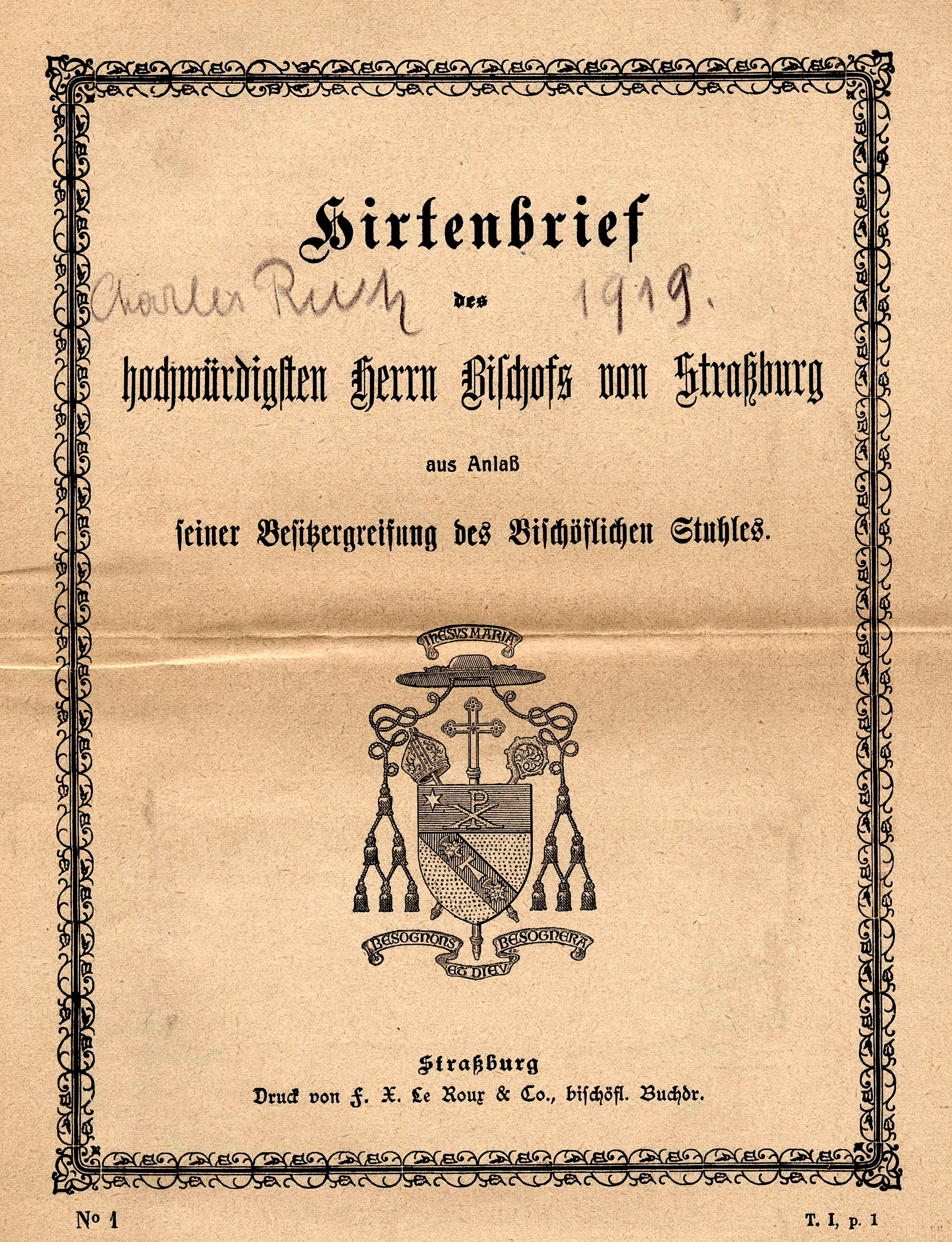
Hirtenbrief zum Amtsantritt in Straßburg
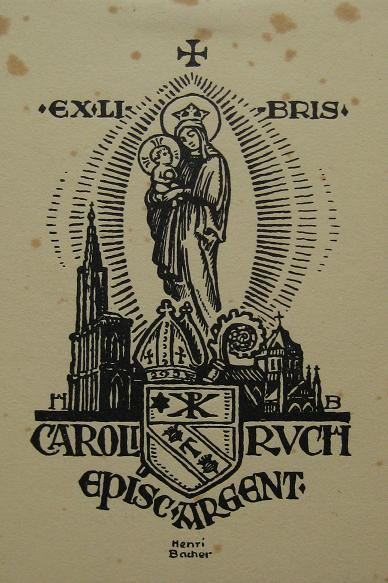
Exlibris mit dem Wappen Bischofs Ruch
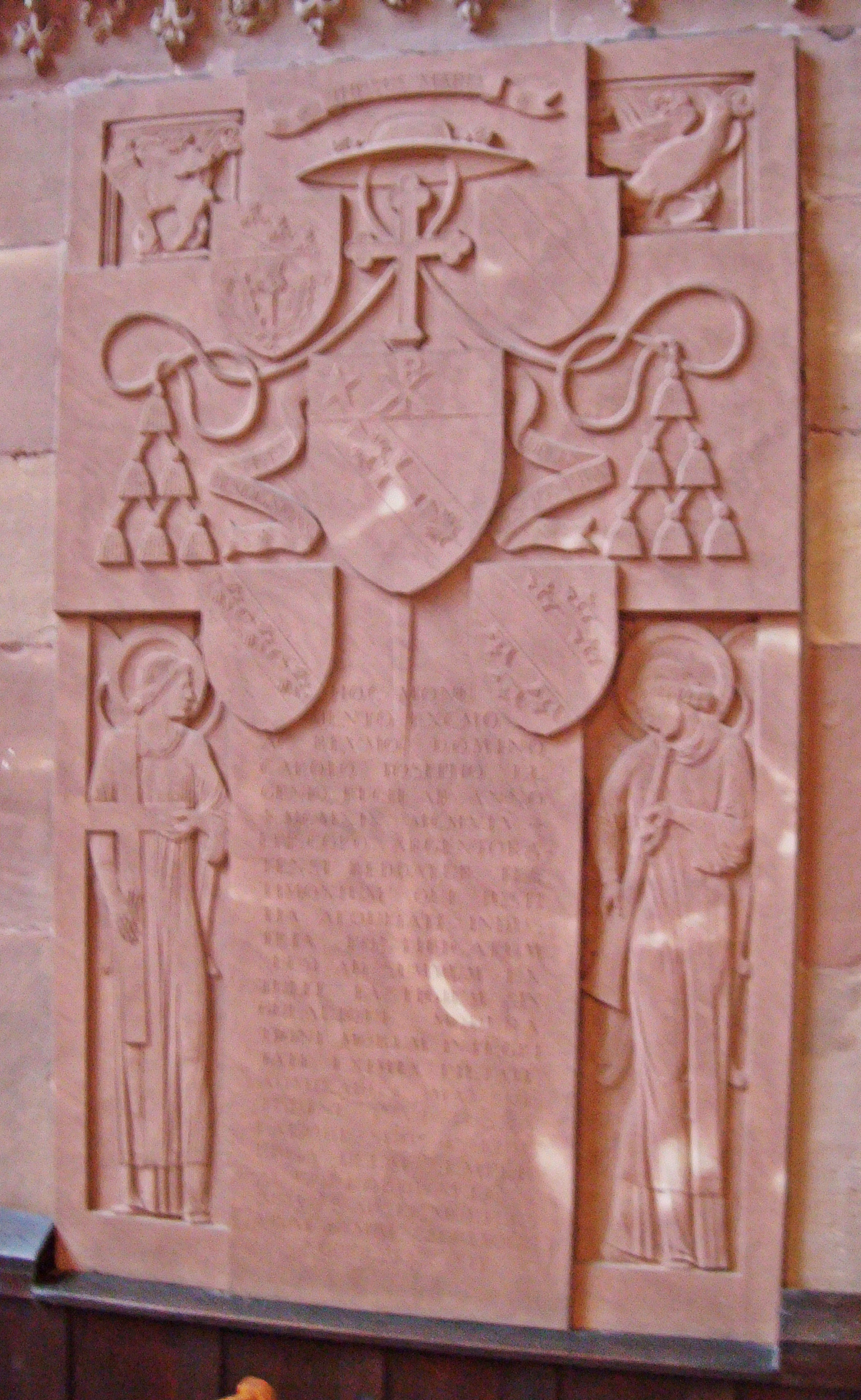
Epitaph im Straßburger Münster